# Nizozemska ženska vaterpolska reprezentacija
Nizozemska ženska vaterpolska reprezentacija predstavlja državu Nizozemsku u športu vaterpolu.

## Nastupi na velikim natjecanjima

### Olimpijske igre
- 2020.: 6. mjesto

### Svjetska prvenstva
- 2019.: 7. mjesto

### Europska prvenstva
- 1985.:  zlato
- 1987.:  zlato
- 1989.:  zlato
- 1991.:  srebro
- 1993.:  zlato
- 1995.:  bronca
- 1997.:  bronca
- 1999.:  srebro
- 2001.: 5. mjesto
- 2003.: 4. mjesto
- 2006.: 5. mjesto
- 2008.: 5. mjesto
- 2010.:  bronca
- 2012.: 6. mjesto
- 2014.:  srebro
- 2016.:  srebro
- 2018.:  zlato
- 2020.: 4. mjesto